# Rémo Meyer
Rémo Meyer (Lagenthal, Bern kanton, 1980. november 12. –) válogatott svájci labdarúgó, hátvéd.

## Pályafutása

### Klubcsapatban
1997–2000 között az FC Luzern, 2000–2002 között a Lausanne Sports, 2002–2006 között a német 1860 München, 2006–2009 között az osztrák Red Bull Salzburg labdarúgója volt.

### A válogatottban
2002–2004 között öt alkalommal szerepelt a svájci válogatottban.